# Řečany nad Labem
Řečany nad Labem là một làng thuộc huyện Pardubice, vùng Pardubický, Cộng hòa Séc.